# Branchinella nichollsi
Branchinella nichollsi är en kräftdjursart som beskrevs av Linder 1941. Branchinella nichollsi ingår i släktet Branchinella och familjen Thamnocephalidae. Inga underarter finns listade.